# Liste des monuments historiques de la Haute-Loire
Cet article recense les monuments historiques de la Haute-Loire, en France.

## Statistiques
Au 21 juillet 2025, la Haute-Loire compte 499 édifices comportant au moins une protection au titre des monuments historiques, dont 145 sont classés et 375 sont inscrits. Le total des monuments classés et inscrits est supérieur au nombre total de monuments protégés car plusieurs d'entre eux sont à la fois classés et inscrits.

## Liste

L'arrondissement de Brioude en rouge

Du fait du nombre de monuments historiques dans le département, leur liste est divisée en deux sections distinctes :
- Liste des monuments historiques de la Haute-Loire (ouest), correspondant à l'arrondissement de Brioude
- Liste des monuments historiques de la Haute-Loire (est), correspondant aux arrondissements du Puy-en-Velay et d'Yssingeaux

En outre, Le Puy-en-Velay possède sa propre liste : la liste des monuments historiques du Puy-en-Velay.
La liste suivante permet de trouver l'article correspondant à une commune spécifique (pour autant qu'elle possède au moins une protection) :
| Commune                         | Liste           |
| ------------------------------- | --------------- |
| Agnat                           | Ouest           |
| Aiguilhe                        | Est             |
| Allègre                         | Est             |
| Alleyrac                        | Est             |
| Alleyras                        | Est             |
| Ally                            | Ouest           |
| Araules                         | Est             |
| Arlempdes                       | Est             |
| Arlet                           | Ouest           |
| Arsac-en-Velay                  | Est             |
| Aubazat                         | Ouest           |
| Aurec-sur-Loire                 | Est             |
| Autrac                          | Ouest           |
| Auzon                           | Ouest           |
| Azérat                          | Ouest           |
| Bains                           | Est             |
| Bas-en-Basset                   | Est             |
| Beaulieu                        | Est             |
| Beaumont                        | Ouest           |
| Beauzac                         | Est             |
| Bessamorel                      | Est             |
| Blanzac                         | Est             |
| Blassac                         | Ouest           |
| Blavozy                         | Est             |
| Blesle                          | Ouest           |
| Boisset                         | Est             |
| Le Bouchet-Saint-Nicolas        | Est             |
| Bournoncle-Saint-Pierre         | Ouest           |
| Le Brignon                      | Est             |
| Brioude                         | Ouest           |
| Brives-Charensac                | Est             |
| Cayres                          | Est             |
| Céaux-d'Allègre                 | Est             |
| Cerzat                          | Ouest           |
| Ceyssac                         | Est             |
| Chadron                         | Est             |
| La Chaise-Dieu                  | Ouest           |
| Chamalières-sur-Loire           | Est             |
| Chanaleilles                    | Ouest           |
| Chaniat                         | Ouest           |
| Chanteuges                      | Ouest           |
| La Chapelle-Bertin              | Est             |
| Charraix                        | Ouest           |
| Chaspinhac                      | Est             |
| Chaspuzac                       | Est             |
| Chassignolles                   | Ouest           |
| Chastel                         | Ouest           |
| Chavaniac-Lafayette             | Ouest           |
| Chenereilles                    | Est             |
| Chilhac                         | Ouest           |
| Chomelix                        | Est             |
| Cistrières                      | Ouest           |
| Connangles                      | Ouest           |
| Coubon                          | Est             |
| Craponne-sur-Arzon              | Est             |
| Croisances                      | Ouest           |
| Cussac-sur-Loire                | Est             |
| Domeyrat                        | Ouest           |
| Dunières                        | Est             |
| Espalem                         | Ouest           |
| Espaly-Saint-Marcel             | Est             |
| Esplantas                       | Ouest           |
| Les Estables                    | Est             |
| Fontannes                       | Ouest           |
| Freycenet-la-Cuche              | Est             |
| Freycenet-la-Tour               | Est             |
| Goudet                          | Est             |
| Grazac                          | Est             |
| Grèzes                          | Ouest           |
| Javaugues                       | Ouest           |
| Jullianges                      | Est             |
| Lafarre                         | Est             |
| Lamothe                         | Ouest           |
| Landos                          | Est             |
| Langeac                         | Ouest           |
| Lapte                           | Est             |
| Laussonne                       | Est             |
| Laval-sur-Doulon                | Ouest           |
| Lavaudieu                       | Ouest           |
| Lavoûte-Chilhac                 | Ouest           |
| Lavoûte-sur-Loire               | Est             |
| Lempdes-sur-Allagnon            | Ouest           |
| Léotoing                        | Ouest           |
| Lorlanges                       | Ouest           |
| Loudes                          | Est             |
| Malrevers                       | Est             |
| Malvières                       | Ouest           |
| Mazerat-Aurouze                 | Ouest           |
| Mazet-Saint-Voy                 | Est             |
| Mazeyrat-d'Allier               | Ouest           |
| Mercœur                         | Ouest           |
| Le Monastier-sur-Gazeille       | Est             |
| Monistrol-d'Allier              | Ouest           |
| Monistrol-sur-Loire             | Est             |
| Monlet                          | Est             |
| Le Monteil                      | Est             |
| Montusclat                      | Est             |
| Moudeyres                       | Est             |
| Ouides                          | Est             |
| Paulhac                         | Ouest           |
| Pébrac                          | Ouest           |
| Polignac                        | Est             |
| Pont-Salomon                    | Est             |
| Pradelles                       | Est             |
| Prades                          | Ouest           |
| Présailles                      | Est             |
| Le Puy-en-Velay                 | Le Puy-en-Velay |
| Rauret                          | Est             |
| Retournac                       | Est             |
| Riotord                         | Est             |
| Roche-en-Régnier                | Est             |
| Rosières                        | Est             |
| Saint-André-de-Chalencon        | Est             |
| Saint-Arcons-d'Allier           | Ouest           |
| Saint-Arcons-de-Barges          | Est             |
| Saint-Beauzire                  | Ouest           |
| Saint-Christophe-d'Allier       | Ouest           |
| Saint-Christophe-sur-Dolaison   | Est             |
| Saint-Cirgues                   | Ouest           |
| Saint-Didier-d'Allier           | Est             |
| Saint-Didier-sur-Doulon         | Ouest           |
| Saint-Didier-en-Velay           | Est             |
| Sainte-Eugénie-de-Villeneuve    | Ouest           |
| Saint-Étienne-Lardeyrol         | Est             |
| Saint-Front                     | Est             |
| Saint-Geneys-près-Saint-Paulien | Est             |
| Saint-Georges-d'Aurac           | Ouest           |
| Saint-Georges-Lagricol          | Est             |
| Saint-Germain-Laprade           | Est             |
| Saint-Haon                      | Est             |
| Saint-Hilaire                   | Ouest           |
| Saint-Hostien                   | Est             |
| Saint-Ilpize                    | Ouest           |
| Saint-Jean-d'Aubrigoux          | Est             |
| Saint-Jean-Lachalm              | Est             |
| Saint-Jeures                    | Est             |
| Saint-Julien-d'Ance             | Est             |
| Saint-Julien-Chapteuil          | Est             |
| Saint-Julien-des-Chazes         | Ouest           |
| Saint-Julien-du-Pinet           | Est             |
| Saint-Laurent-Chabreuges        | Ouest           |
| Saint-Martin-de-Fugères         | Est             |
| Saint-Maurice-de-Lignon         | Est             |
| Saint-Pal-de-Chalencon          | Est             |
| Saint-Pal-de-Mons               | Est             |
| Saint-Pal-de-Senouire           | Ouest           |
| Saint-Paulien                   | Est             |
| Saint-Paul-de-Tartas            | Est             |
| Saint-Pierre-Eynac              | Est             |
| Saint-Privat-d'Allier           | Est             |
| Saint-Romain-Lachalm            | Est             |
| Saint-Vénérand                  | Ouest           |
| Saint-Vert                      | Ouest           |
| Saint-Victor-sur-Arlanc         | Est             |
| Saint-Vidal                     | Est             |
| Saint-Vincent                   | Est             |
| Salettes                        | Est             |
| Salzuit                         | Ouest           |
| Sanssac-l'Église                | Est             |
| Saugues                         | Ouest           |
| La Séauve-sur-Semène            | Est             |
| Séneujols                       | Est             |
| Siaugues-Sainte-Marie           | Ouest           |
| Solignac-sur-Loire              | Est             |
| Tailhac                         | Ouest           |
| Tence                           | Est             |
| Tiranges                        | Est             |
| Torsiac                         | Ouest           |
| Valprivas                       | Est             |
| Vals-le-Chastel                 | Ouest           |
| Vals-près-le-Puy                | Est             |
| Les Vastres                     | Est             |
| Vergezac                        | Est             |
| Vernassal                       | Est             |
| Vézézoux                        | Ouest           |
| Vieille-Brioude                 | Ouest           |
| Vissac-Auteyrac                 | Ouest           |
| Yssingeaux                      | Est             |